# Derlis González
Derlis Alberto González Galeano (Mariano Roque Alonso, 20 maart 1994) is een Paraguayaans voetballer die bij voorkeur als aanvaller speelt. Hij tekende in juli 2015 een vijfjarig contract bij FC Dynamo Kiev, dat hem overnam van FC Basel. In 2014 debuteerde hij in het Paraguayaans nationaal elftal.

## Clubcarrière
González stroomde in 2010 door vanuit de jeugd van Club Rubio Ñu. Daarvoor speelde hij in drie seizoenen meer dan vijftig wedstrijden in de Liga Paraguaya. SL Benfica haalde González in 2012 vervolgens naar Portugal, maar huer speelde hij nooit in het eerste elftal. De club verhuurde hem in februari 2013 tot december aan Club Guaraní, zodat hij bij zijn vrouw en pasgeboren zoontje kon zijn. Benfica verhuurde hem in januari 2014 voor zes maanden aan Club Olimpia. Met beide clubs kwam hij ook in de Liga Paraguaya uit.
González tekende op 20 mei 2014 een vijfjarig contract bij FC Basel. Hier brak hij wel door tot basisspeler. Hij maakte op 31 augustus 2014 zijn eerste competitiedoelpunt in de Super League, tegen BSC Young Boys. Het seizoen eindigde in het zesde landskampioenschap van FC Basel op rij. González debuteerde dat jaar ook in de UEFA Champions League, waarin hij met de club de achtste finales haalde.
González tekende in juli 2015 een vijfjarig contract bij FC Dynamo Kiev, de kampioen van Oekraïne in het voorgaande seizoen. Hoeveel de club voor hem betaalde, werd niet bekendgemaakt.

## Interlandcarrière
González nam in 2013 met Paraguay –20 deel aan het WK –20 in Turkije. Eén jaar later debuteerde hij in het Paraguayaans nationaal elftal. Op 6 maart 2014 mocht hij invallen in de vriendschappelijke wedstrijd tegen Costa Rica in de Costa Ricaanse hoofdstad San José. In juni 2015 nam González met Paraguay deel aan de Copa América 2015 in Chili, waar het land de halve finale bereikte (6–1 verlies van Argentinië). González speelde mee in alle vijf wedstrijden van Paraguay op het toernooi en was de Paraguayaanse doelpuntenmaker in de kwartfinale tegen Brazilië (1–1, 3–4 na strafschoppen).

## Erelijst
FC Basel
- Raiffeisen Super League

2014/15
1 Boesjtsjan ·
2 Vivtsjarenko ·
3 Djatsjoek ·
4 Popov ·
6 Brazjko ·
7 Jarmolenko ·
9 Volosjyn ·
10 Sjaparenko ·
11 Vanat ·
15 Roebtsjynskyj ·
18 Andrijevskyj ·
20 Karavajev · 
22 Kabajev ·
23 Malysj ·
24 Tymtsjyk ·
28 Ceballos ·
29 Boejalskyj  ·
32 Mykhavko ·
35 Nesjtsjeret ·
39 Guerrero ·
40 Bilovar ·
44 Doebintsjak ·
45 Braharu ·
51 Morhoen ·
76 Pichaljonok ·
91 Mychaylenko ·
92 Ponomarenko ·
Coach: Sjovkovskyj
· Assistent-coach: Hoesjev
1 Villar ·
2 Piris ·
3 M. Cáceres ·
4 P. Aguilar ·
5 B. Valdez ·
6 Molinas ·
7 Bobadilla ·
8 Barrios ·
9 Santa Cruz ·
10 González ·
11 Benítez ·
12 Silva ·
13 Samudio ·
14 da Silva ·
15 V. Cáceres ·
16 Aranda ·
17 Romero ·
18 N. Valdez ·
19 Balbuena ·
20 Martínez ·
21 Ortigoza ·
22 A. Aguilar ·
23 Ortiz ·
Coach: Díaz